# OK Hällen
OK Hällen, bildad 1960, är en orienteringsklubb från Stigtomta, väster om Nyköping i Nyköpings kommun. Klubben har i dag (2015) cirka 450 medlemmar. Basen för verksamheten är Stigtomta Friluftsgård. 
Klubben har bland annat fått pris som Sveriges bästa ungdomsklubb och har erövrat ett VM-guld, två VM-silver och tio SM-guld. 
Tillsammans med andra lokala orienteringsklubbar och Nyköpings kommun bedriver OK Hällen ett lokalt orienteringsgymnasium. 